# Christian Nicolaus Naumann
Christian Nicolaus Naumann (* 6. Dezember 1720 in Budissin, Markgraftum Oberlausitz; † 15. Februar 1797 in Görlitz)  war ein deutscher Dichter der Anakreontik, der Aufklärung und des frühen Sturm und Drang.

## Biographie
Naumann war der Sohn der Oberamtsadvokaten und Königlich-Polnischen sowie Kurfürstlich-Sächsischen Sekretärs der Landshauptmannschaft des Markgraftums Oberlausitz. Sein Verwandter, der sein Studium förderte, war der Kurfürstlich Sächsische Oberst, Baumeister Augusts des Starken, Johann Christoph von Naumann (1664–1742).
Naumann besuchte das Gymnasium in Bautzen und studierte an den Universitäten Leipzig und Rostock Rechtswissenschaft. Studienaufenthalte führten ihn nach Lübeck und Hamburg. 1743 wurde er Hofmeister in Niedersachsen. Anschließend setzte er sein Studium in Halle und in Leipzig fort.
Naumann wandte sich früh der Literatur, seiner eigentlichen Neigung, zu. Er gehört zu den frühen Autoren der Anakreontik, schaffte es jedoch 1743 nicht, mit seinem Erstlingswerk „Scherzhafte Lieder nach dem Muster des Anakreon, herausgegeben von einem Bauzner“, die angestrebte anakreontische Strömung in Deutschland auszulösen. Zu sehr klebte er in seiner Sprache noch an den Metaphern und dem Schwulst des Barock. 
Er beteiligte sich an zahlreichen Zeitschriften, 1745 an dem „Freigeist“, 1747–1748 an den „Ermuntherungen zum Vergnügen des Gemüths“, 1747–1748 an dem „Naturforscher“, 1748–1749 an dem „Schriftsteller nach der Mode“, 1748ff an dem „Hamburgischen Magazin“, 1752 an dem „Kritischen Sylphen“ und 1762 an dem „Pfälzischen Wochenblatt“. Daneben gründete er eigene Zeitschriften, 1745 die „Neuen Verlustingungen des Gemüths“, 1747–1748 den „Demokrit“, 1747–1748 den „Liebhaber der schönen Wissenschaften“, 1754 den „Vernünftler“ und 1749 die Monatsschrift „Veränderungen“, in denen er sich an das Vorbild der englischen Moralisten sowie der Wochenschriften Bodmers und Gottscheds anlehnte. 
In seinen Schriften behandelte er wissenschaftliche und literarische Fragen und druckte seine Gedichte ab. Unter dem Einfluss von Christlob Mylius und Gotthold Ephraim Lessing vertrat er einen freigeistlichen Standpunkt. 
1748 gründete er in Leipzig die dortige „Deutsche Rednergesellschaft“ unter dem Vorsitz von Abraham Gotthelf Kästner. Im gleichen Jahr verzog er von dort nach Jena und wurde Lektor am Kurfürstlich-Sächsischen Convictorium und als ordentliches Mitglied in die deutsche Gesellschaft aufgenommen. 

1749 promovierte er in Jena zum Magister der Philosophie und hielt Vorlesungen. 1751 hielt er Vorlesungen in Marburg, musste aber erkennen, dass er keine Aussicht hatte, zum Professor berufen zu werden.

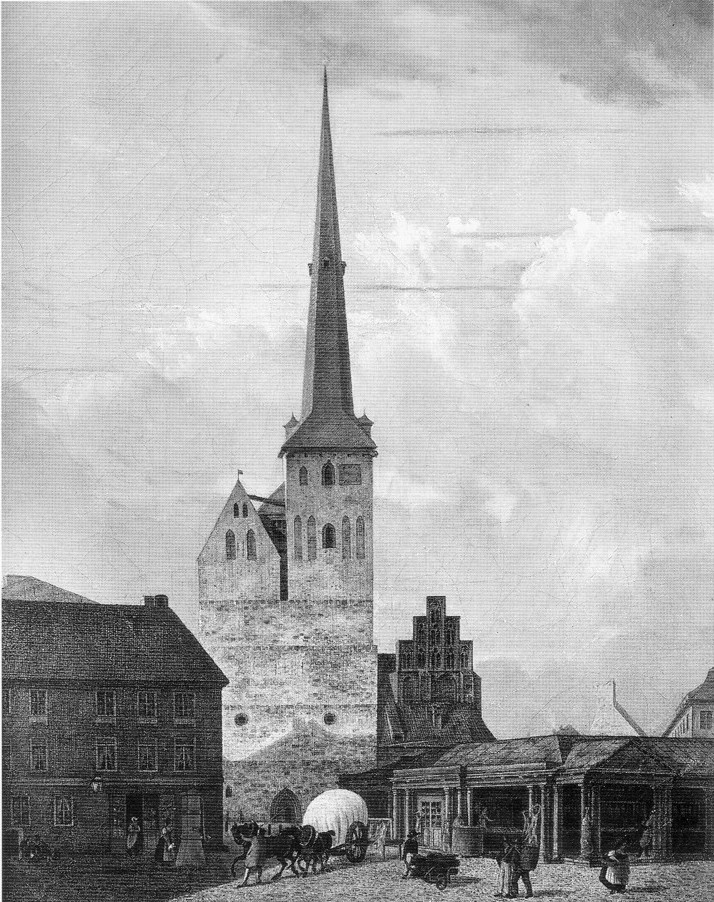
Nikolaikirche (Berlin)

Etwa 1753 zog er mit Lessing in Berlin im Nikolaikirchhof 10 zusammen und verdiente seinen Lebensunterhalt mit Privatunterricht. Hier verkehrte auch der lebhafte Kreis der Freunde: Mylius, Gumpertz, von Breitenbach, Karl Wilhelm Ramler, Moses Mendelssohn und der Schweizer Johann Georg Sulzer. Danach begann er für mehr als drei Jahrzehnte ein Wanderleben, das ihn abwechselnd nach Hamburg, Frankfurt an der Oder, Leipzig, Zürich, Dresden und Straßburg führte. Dabei freundete er sich mit zahlreichen bedeutenden Zeitgenossen an, unter ihnen Friedrich von Hagedorn, Dreyer und Bodmer. Die letzten zwanzig Jahre seines Lebens verbrachte er in Görlitz. 
Trotz seiner Armut, die ihn zeitlebens auf Unterstützung von Gönnern angewiesen machte, war er von stets heiterer und menschfreundlicher Natur, die in gutmütigen Scherzen ihren Ausdruck fand.
Die Kritik sprach ihm selbständige Einfälle ab. Sein „Nimrod“ von 1752 wurde als sein „berüchtigtstes Werk“ bezeichnet. Als „absolut unfähiger“ Nachfolger Bodmers und Klopstocks habe er in diesem 8000 Hexameter verfasst, von denen „nicht der zehnte Theil“ auch nur äußerlich richtig aufgebaut gewesen sei. Sie seien gefüllt gewesen „mit plumpen Absurditäten aller Art, die er meist in lächerlich-unsinniger Weise zu der Person Nimrod's in Bezug brachte. Mit der Armuth und Abgeschmacktheit des Inhalts wetteiferte die prosaisch niedrige und dennoch überaus schwülstige Sprache. Dem Machwerk fehlte es nicht ganz an Lobrednern; aber für alle Urtheilsfähigen war von nun an Naumann's poetisches Unvermögen eines ausgemachte Sache.“
Seine letzten Schriften sind schon dem „Sturm und Drang“ zuzuordnen. Gegen Ende seines Lebens beschäftigte er sich mit topographischen Untersuchungen. „Nachdem ihn die Führer unserer Litteratur schon früher nur vorübergehend beachtet hatten, kümmerte sich in seinen letzten vierzig Jahren vollends keiner von ihnen mehr um ihn und seine Arbeiten“ Naumann starb am gleichen Tag, jedoch sechzehn Jahre nach seinem Freund Lessing.

## Zitate
„Neben Mylius und Lessing erscheint ihr viel gehänselter Kneip- und Zeitungsgenosse, der ‚kleine Bautzener‘ Christian Nicolaus Naumann (1720–1797), ein drolliger, guter Bursche, der sich dann als Sänger des mühselig herangewachsenen ‚Nimrod‘ lächerlich gemacht hat. Aber dieses älteste Mitglied der Gesellschaft beurteilte selbst sein schon vor Klopstocks ‚Messias‘ entworfenes Pseudoepos in holprigen Hexametern sehr bescheiden; auch gönnte Naumann dem jungen Duzbruder Lessing den Preis der Lyrik, obwohl er ihm 1743 mit hübschen ‚Scherzhaften Liedern nach dem Muster des Anakreon‘ vorangegangen war, die erst Consentius als bester Kenner der Gruppe gewürdigt hat. Immer erwies der bei all seinen journalistischen und akademischen Versuchen erfolglose, schriftstellerisch ungeschickte Kumpan sich redlich und hilfreich. Seine Weltbeglückung sollte zunächst den Freunden zugute kommen; als er aber 1752 unter moralischen Aufsätzen einen über Glück und Verstand drucken liess, traf ihn Lessings Spott: Mensch, wie kannst Du von zwei Sachen schreiben, die du nie gehabt hast! Ernst und warm jedoch ruft das berliner Gedicht ‚An den Herrn N.‘ dem ‚Freund der Musen‘ zu …“

## Werke
- 1743 „Scherzhafte Lieder nach dem Muster des Anakreon, herausgegeben von einem Bauzner“
- 1746 „Die Martinsgans“, Schäferspiel in Versen
- 1746 „Lob der Gottheit“, Ode
- 1749 Reden zum Preise des Herzogs Karl von Braunschweig-Lüneburg
- 1750 „Von der Majestät des Schöpfers in den Werken der Natur“
- 1751 „Von dem Erhabenen in den Sitten“
- 1751 „Empfindungen für die Tugend in satirischen Gedichten“
- 1752 Reden zum Preise des schwedischen Könige Friedrich, Landgrafen von Hessen
- 1752 „Erfahrungsurtheile über den Unterschied des Guten und des Bösen“
- 1752 „Nimrod, ein Heldengedicht in 24 Büchern von einem Ehrenmitgliede der königlich-großbritannisch-deutschen Gesellschaft in Göttingen“
- 1753 „Anmerkungen über Verstand und Glück“
- 1763 „Satiren“
- 1772 „Schriften aus dem Gebiet eigenen Nachdenkens, mit Geschmack und Empfindung“
- 1782 „An Deutschland“
- 1789 „Industrial- und Commercialtopographie von Kursachsen“
- 1792 „Friandisen des Lebens und der Freude, wodurch der Edle liebenswürdiger wird und der Liebenswürdige edel “
- 1794 „Nachrichten von dem Bergbaue in Görlitz“